# Izabela Prudzienica
Izabela Prudzienica z d. Czarna (ur. 27 maja 1985 w Jeleniej Górze) – polska piłkarka ręczna, reprezentantka kraju, grająca na pozycji bramkarki.

## Sukcesy
- mistrzostwo Polski  (2011, 2013)
- wicemistrzostwo Polski  (2006, 2009, 2010)
- puchar Polski  (2009, 2011)